# Bartholomeus Barbiers (1783-1816)
Bartholomeus Barbiers, in de literatuur ook vermeld als Bartholomeus (II) Barbiers Pzn,  (gedoopt Amsterdam, 19 augustus 1783 – aldaar, 28 april 1816) was een Nederlandse schilder en tekenaar.

## Leven en werk
Barbiers, lid van de schildersfamilie Barbiers, werd gedoopt in de rooms-katholieke kerk De Lely in Amsterdam als zoon van kunstschilder Pieter Barbiers (1749-1842) en Euphemia Brandhoff. Hij was een halfbroer van Johannes Franciscus Barbiers. Hij trouwde in 1804 met Petronella Reijer, uit dit huwelijk werden twee kinderen geboren.
Hij was een leerling van zijn vader schilderde en tekende stadsgezichten en landschappen. In 1816 was hij rekenmeester. 